# Ssaki morskie

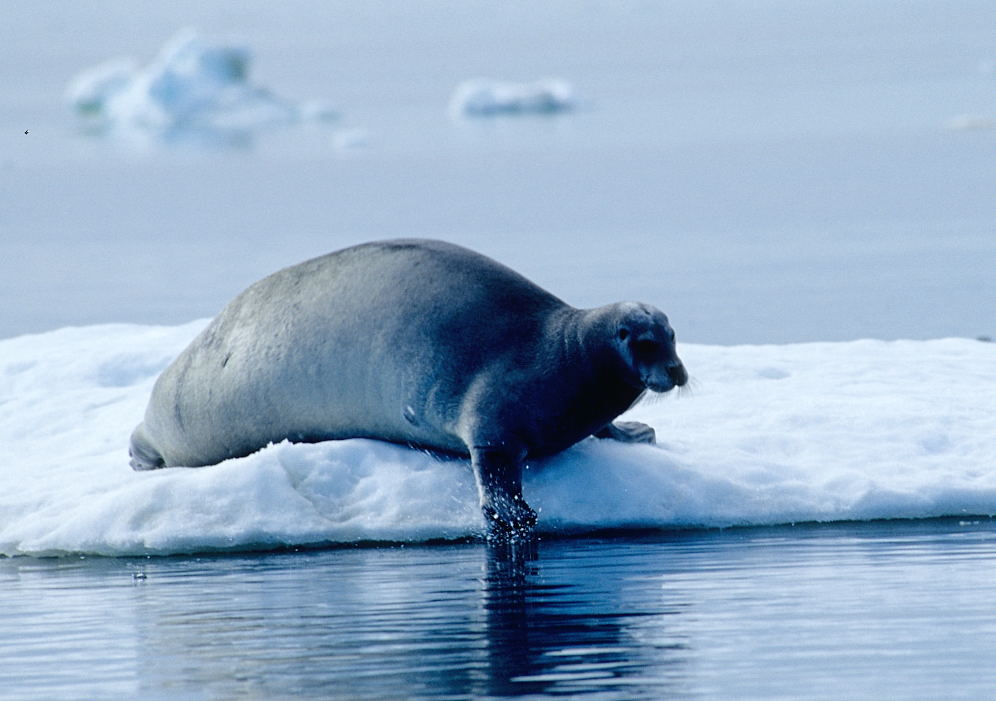
Fokowąs brodaty (Erignathus barbatus)

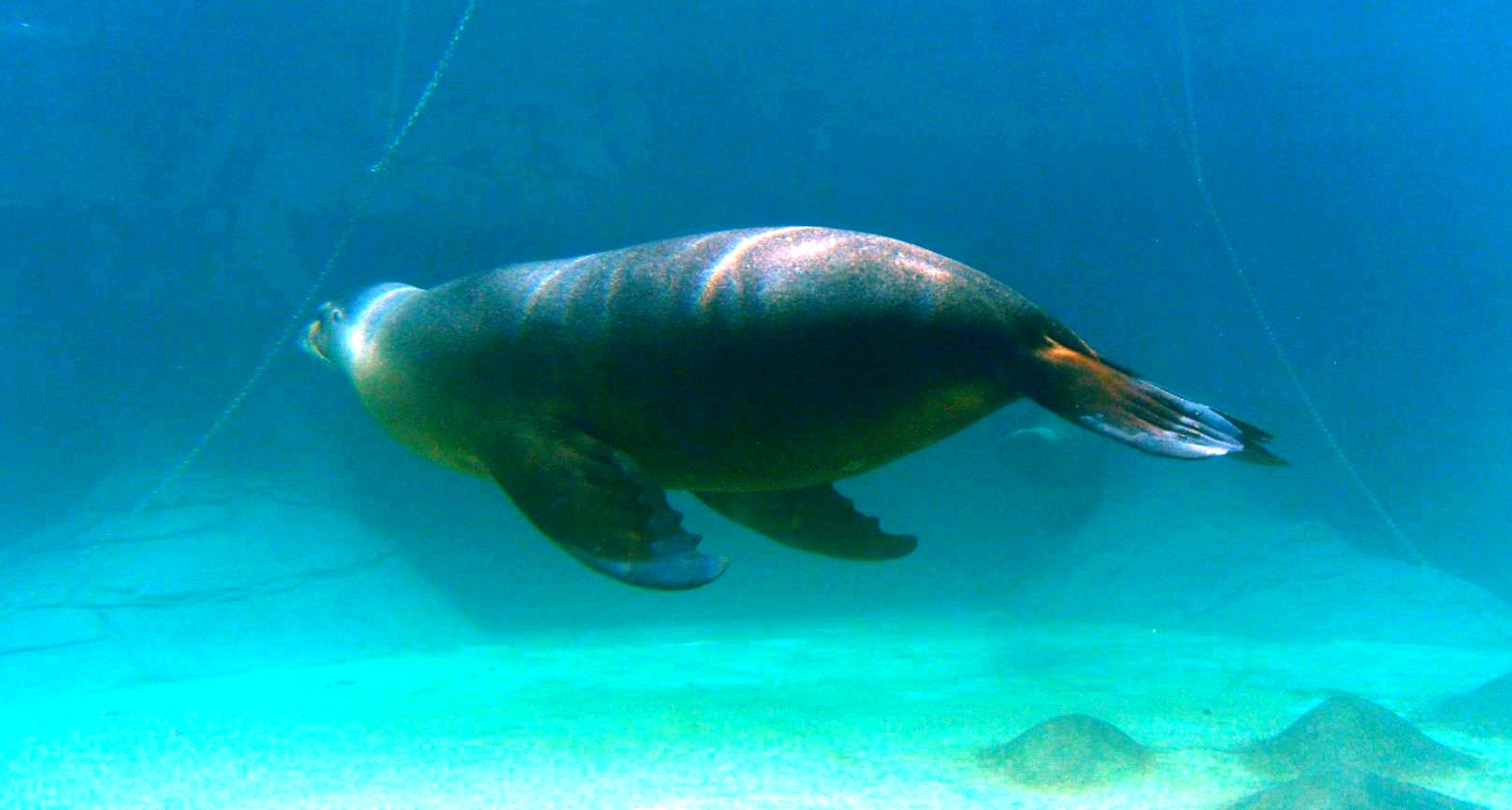
Kotik karłowaty (Arctocephalus pusillus)

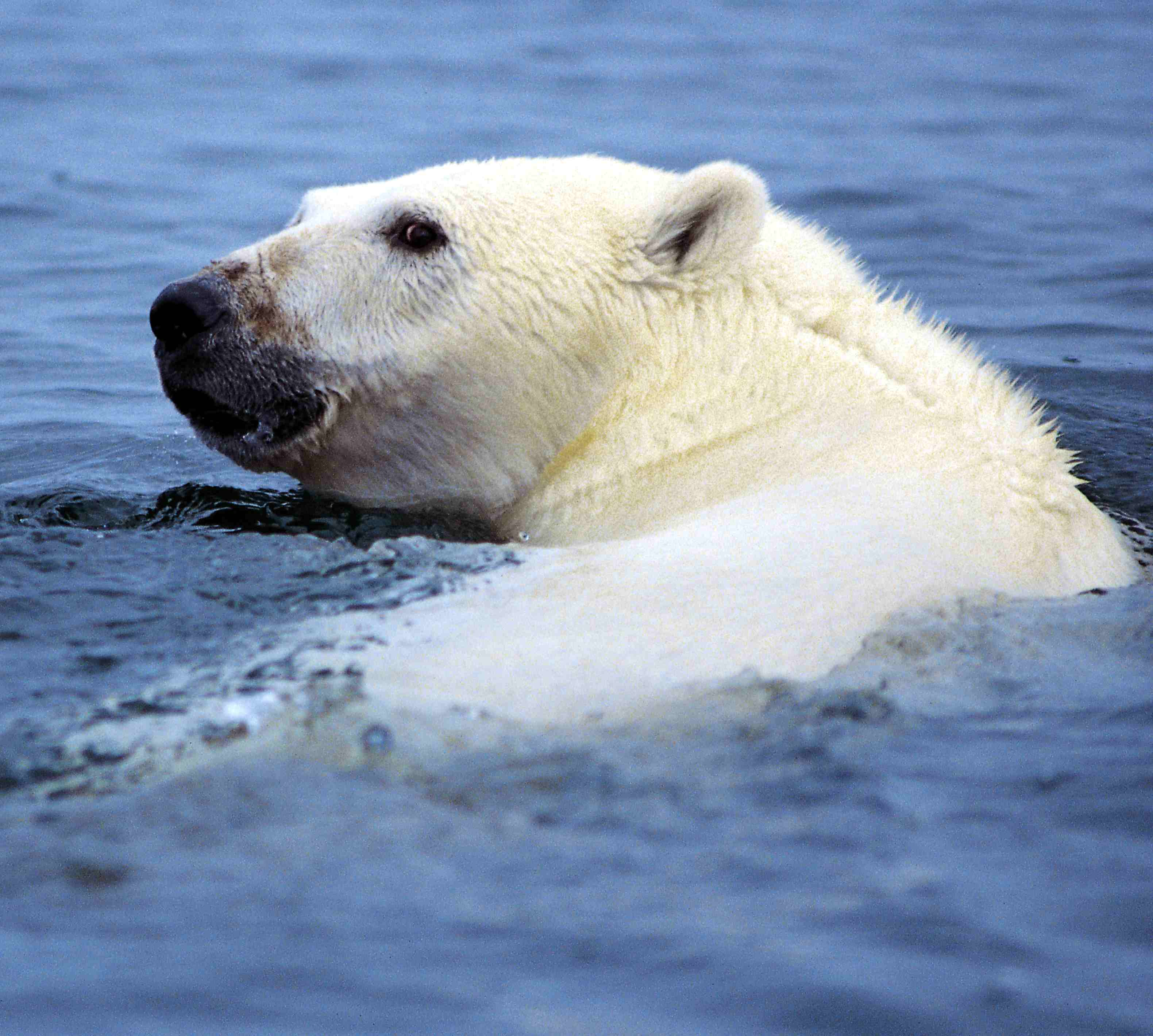
Niedźwiedź polarny jest zaliczany do gatunków najbardziej narażonych na wyginięcie w wyniku globalnego ocieplenia klimatu.

Ssaki morskie – ssaki, które większość swojego życia spędzają w słonych wodach mórz lub oceanów. Grupa ta obejmuje ponad sto gatunków ssaków wywodzących się od przodków prowadzących lądowy tryb życia. Są wtórnie przystosowane do życia w wodzie. Charakteryzują się dużymi rozmiarami ciała, opływowym kształtem, termoizolacyjnymi właściwościami skóry i – u większości gatunków – przekształceniem kończyn w płetwy. U waleni kończyny tylne zanikły a ogon przekształcił się w poziomo ustawioną płetwę ogonową. U niektórych wytworzyła się płetwa grzbietowa. Większość ssaków morskich utraciła typowe dla ssaków lądowych owłosienie, z wyjątkiem włosów czuciowych.
Niektóre z tych zwierząt całkowicie związały się ze środowiskiem wodnym, inne wychodzą na ląd lub wpływają do estuariów i wód słodkich, zwykle na czas okresu godowego i rozrodu lub w poszukiwaniu pokarmu.
Do ssaków morskich zaliczane są:
- walenie,
- brzegowce,
- ssaki płetwonogie (foki, uchatki i morsy),
- dwa gatunki łasicowatych (kałan morski i wydra patagońska),
- niedźwiedź polarny.

Najliczniejszą w gatunki grupę stanowią walenie.
Większość ssaków morskich stanowiła dla człowieka cel polowań. Pozyskiwano z nich tłuszcz, spermacet, skóry i mięso. Kły morsów cenione są podobnie do ciosów słoni. W wyniku działalności człowieka populacje ssaków morskich zostały drastycznie ograniczone. Obecnie większość gatunków jest objęta ochroną.

## Ssaki morskie w Polsce
Do morskich ssaków polskiej strefy Morza Bałtyckiego zaliczane są:
- białucha arktyczna (Delphinapterus leucas)
- butlonos zwyczajny (Tursiops truncatus)
- delfinowiec białonosy (Lagenorhynchus albirostris)
- delfin zwyczajny (Delphinus delphin)
- długopłetwiec oceaniczny (Megaptera novaeangliae)
- płetwal zwyczajny (Balaenoptera physalus)
- nerpa obrączkowana (Pusa hispida)
- foka pospolita (Phoca vitulina)
- szarytka morska (Halichoerus grypus)
- morświn zwyczajny (Phocoena phocoena)
- płetwal czerniakowy (Balaenoptera borealis)
- wal butelkonosy północny (Hyperoodon ampulatus)
- wal dwuzębny (Mesoplodon bidens)
- waleń biskajski (Eubalaena glacialis)